# Palaeoryx
La paleorice (gen. Palaeoryx) è un mammifero artiodattilo estinto, appartenente ai bovidi. Visse nel Miocene medio-superiore (circa 13 - 6 milioni di anni fa) e i suoi resti fossili sono stati ritrovati in Europa e in Asia. 

## Descrizione
Questo animale era di grandi dimensioni, e poteva eguagliare la taglia dell'attuale antilope nera (Hippotragus niger). L'aspetto generale doveva assomigliare a quello di un orice particolarmente robusto; il crano era grande e largo, con un muso moderatamente inclinato rispetto alla volta cranica, piuttosto corta. Le corna erano lunghe e più o meno divergenti, a seconda delle specie; le corna, fortemente incurvate e ricurve all'indietro, richiamavano quelle degli orici. I molari di Palaeoryx erano sub-ipsodonti (ovvero a corona moderatamente alta) e i premolari robusti.

## Classificazione
Il genere Palaeoryx venne istituito da Albert Gaudry nel 1861, per accogliere una specie di antilope precedentemente descritta come Antilope pallasi, denominata da Wagner nel 1857 e nota per fossili provenienti dal Miocene superiore di Pikermi (Grecia). Oltre alla specie tipo, Palaeoryx pallasi, sono note altre specie: P. parvidens, sempre descritta da Gaudry nel 1861 (ma in seguito classificata in un genere a sé stante, Pseudotragus), e P. majori, caratterizzata da corna più incurvate rispetto a quelle della specie tipo. Nel 2019 è stata descritta la specie P. minor, proveniente dal Miocene superiore di Platania (Grecia): questa specie era caratterizzata da corna piuttosto dritte e rivolte all'indietro, da dimensioni minori e da una fila dentaria più lunga rispetto alle altre specie. Fossili di Palaeoryx sono stati ritrovati in un'ampia zona che va dai Balcani all'Iran, e che comprende Libano, Moldavia, Russia, Turchia, Ucraina e Siria. Altri fossili attribuiti con incertezza a questo genere sono stati ritrovati in Ciad, Italia e Austria.
Palaeoryx, benché superficialmente simile agli orici, potrebbe essere stato un membro più basale del gruppo degli Hippotragini.